# Martina Mair
Martina Mair (* 1971 in Freising) ist eine deutsche Illustratorin, Autorin und Künstlerin.

## Werdegang
Nach der Ausbildung in der Berufsfachschule für Grafik und Werbung in München war Mair von 1995 bis 1997 als Grafikerin und Storyboardzeichnerin beschäftigt. 1997 besuchte sie bei F. K. Waechter die Sommerakademie "Pentiment" in Hamburg.
Seit 1998 ist sie freiberufliche Kinderbuchillustratorin und Autorin von Bilderbüchern.
Von 2002 bis 2009 studierte sie Malerei bei Jerry Zeniuk an der Akademie der Bildenden Künste München.
Martina Mair lebt und arbeitet in München.

## Bilderbücher (Auswahl)
- Molly Maulwurf baut ein Haus, (Text und Bilder), Prestel, 2000
- Klara liebt Musik, (Text und Bilder), Prestel, 2001
- Seepferdchen, wohin schwimmst du?, von Dirk Walbrecker, ars Edition, 2002
- Ein Mantel für den Wiedehopf, von Ghazi Abdel-Quadir, Sauerländer, 2003
- Kleiner Engel, wo bist du?, von Dirk Walbrecker, Pattloch, 2004
- Das Adventskalenderbuch, von Dirk Walbrecker, Pattloch, 2004
- Ist Omi jetzt ein Engel?, von Dirk Walbrecker, Pattlock, 2006
- Hab mich lieb, sagte das Schweinchen, von Linde von Keyserlingk, Kerle, 2006
- Geschichten aus der Arche Noah, von Gaby Scholz, Pattloch, 2007
- Mümmel sucht das Weite, (Text und Bilder), atlantis Verlag, Februar 2010
- Bienenhaus und Wasserrad : Max und Emily entdecken das Bauernhausmuseum Amerang, von Diana Hillebrand, Volk Verlag, 2013
- Zum Christkind auf den Feldberg – Weihnachten bei Fräulein Fanny, von Heidi Knoblich, Silberburg-Verlag, Tübingen 2015, ISBN 978-3-8425-1424-9.
- Alle warten auf das Lebkuchenweiblein – Eine Weihnachtsgeschichte aus dem Schwarzwald, von Heidi Knoblich, Silberburg-Verlag, Tübingen 2016, ISBN 3-8425-1474-3.
- Xaver im Uhrenland – Weihnachten bei den Schwarzwald-Engländern, von Heidi Knoblich, Silberburg-Verlag, Tübingen 2017, ISBN 3-8425-2063-8

## Auszeichnungen
- 2000 Buch des Monats ausgezeichnet von der Deutschen Akademie für Kinder- und Jugendliteratur für "Molly Maulwurf  baut ein Haus"
- 2000 Empfehlungsliste des Gemeinschaftswerk der Evangelischen Publizistik für  "Annie und Fritz am Meer"
- 2007 Jubiläumsstipendium der Stadt München für Malerei[1]